# Rosa Liksom
Rosa Liksom (született: Anni Ylävaara; Ylitornio, 1958. január 7.) finn író és művész. Antropológiát és társadalomtudományokat tanult a helsinki, a koppenhágai és a moszkvai egyetemen. 1985-ben J. H. Erkko-díjat kapott Yhden yön pysäkki című debütáló regényéért, 2011-ben pedig Finlandia-díjat a Hytti nro 6 című regényéért. Ezek közül a Hytti nro 6 alapján készült 2021-es filmváltozatot beválogatták a 2021-es cannes-i filmfesztiválon az Arany Pálmáért folyó versenybe, és elnyerte a nagydíjat. 2016-ban a francia kormány Liksomot az Ordre des Arts et des Lettres lovagjává (Chevalier) nevezte ki.

## Művei

### Kisregények és novellák
- Yhden yön pysäkki, 1985
- Unohdettu vartti, 1986
- Väliasema Gagarin, 1987
- Go Moskova go, 1988
- Tyhjän tien paratiisit, 1989
- Bamalama, 1993
- Perhe, 2000
- Maa, 2006

### Regények
- Kreisland, Helsinki: WSOY, 1996 ISBN 951-0-20490-0
- Reitari, Helsinki: WSOY, 2002 ISBN 951-0-27272-8
- Hytti nro 6, Helsinki 2011 ISBN 978-951-0-38274-5
- Väliaikainen, Helsinki: Like, 2014 ISBN 978-952-01-1096-3
- Burka, Helsinki: Like, 2014 ISBN 978-952-01-1127-4
- Everstinna, Helsinki: Like, 2017 ISBN 978-952-01-1656-9
- Väylä, Helsinki: Like, 2021 ISBN 978-951-1-39955-1

### Gyermekkönyvek
- Jepata Nastan lentomatka, 2002
- Tivoli Tähtisade 2004

### Magyarul megjelent
- A 6-os számú fülke (Hytti nro 6) – Széphalom Könyvműhely, Budapest, 2013 · ISBN 9789639903685 · Fordította: Jávorszky Béla
- Ideglenes (Väliaikainen) –  Noran Libro, Budapest, 2017  · ISBN 9786155761140 · Fordította: Jankó Szép Yvette
- Az Ezredesné (Everstinna) – Széphalom Könyvműhely, 2018 · ISBN 9786155479465 · Fordította: Jávorszky Béla
- A folyó (Väylä) – Magyar Napló, Budapest, 2024 · ISBN 9789635411290 · Fordította: Jávorszky Béla

## Fordítás
- Ez a szócikk részben vagy egészben  a   Rosa Liksom című angol Wikipédia-szócikk fordításán alapul.  Az eredeti cikk szerkesztőit annak laptörténete sorolja fel. Ez a jelzés csupán a megfogalmazás eredetét és a szerzői jogokat jelzi, nem szolgál a cikkben szereplő információk forrásmegjelöléseként.